# Challenge Cup 2023 (Newfoundland en Labrador)
De Challenge Cup 2023 was het 57e seizoen van de mannenvoetbalcompetitie van Newfoundland en Labrador, de oostelijkste provincie van Canada. Ondanks de grote voorsprong van Holy Cross FC in de reguliere competitie waren het de Feildians die zich in de finale van de play-offs tot kampioen kroonden.

## Wijzigingen
In vergelijking met het voorgaande seizoen werd de competitie uitgebreid van vijf naar zes teams. Mount Pearl SC deed vanaf 2023 immers opnieuw mee aan de Challenge Cup, na een afwezigheid van vier seizoenen.

## Clubs
De competitie telde zes clubs, waarvan vijf in de Metropoolregio St. John's en één op het schiereiland Burin.
| Team                             | Regio      | Stad/gemeente        | Complex                    |
| -------------------------------- | ---------- | -------------------- | -------------------------- |
| Conception Bay South Strikers FC | St. John's | Conception Bay South | Topsail Sports Complex     |
| Feildians AA                     | St. John's | Mount Pearl          | Team Gushue Sports Complex |
| Holy Cross FC                    | St. John's | St. John's           | King George V Park         |
| Mount Pearl Soccer Club          | St. John's | Mount Pearl          | Team Gushue Sports Complex |
| Paradise Soccer Club             | St. John's | Paradise             | Paradise Turf Complex      |
| St. Lawrence Laurentians         | Burin      | St. Lawrence         | Centennial Soccer Field    |

## Competitie

### Reguliere competitie
De reguliere competitie werd afgetrapt op 13 mei 2023 en afgesloten met de wedstrijden op 6 augustus 2023. Alle teams speelden viermaal tegen elkaar (tweemaal thuis en tweemaal uit) om tot een klassement op basis van 20 wedstrijden te komen.
De teams uit de regio van St. John's speelden behalve ieder weekend ook geregeld midweekwedstrijden. Doordat de St. Lawrence Laurentians op zo'n 350 km rijafstand van alle andere clubs liggen, speelden zij steeds om de twee weken, maar speelden ze in die weekends wel steeds zowel op zaterdag als zondag (zodat de bezoekende ploeg kon overnachten). In thuismatchen speelden de St. Lawrence Laurentians daarom tweemaal in een weekend tegen dezelfde tegenstander.
| Pos | Team                             | Wed | W  | G | V  | Ptn | DV | DT | +/− | Kwalificatie                |
| --- | -------------------------------- | --- | -- | - | -- | --- | -- | -- | --- | --------------------------- |
| 1   | Holy Cross FC                    | 20  | 18 | 2 | 0  | 56  | 76 | 11 | +65 | Kwalificatie voor play-offs |
| 2   | Feildians AA                     | 20  | 11 | 5 | 4  | 38  | 49 | 21 | +28 | Kwalificatie voor play-offs |
| 3   | Conception Bay South Strikers FC | 20  | 7  | 7 | 6  | 28  | 26 | 33 | −7  | Kwalificatie voor play-offs |
| 4   | Paradise SC                      | 20  | 7  | 2 | 11 | 23  | 19 | 33 | −14 | Kwalificatie voor play-offs |
| 5   | St. Lawrence Laurentians         | 20  | 5  | 4 | 11 | 19  | 26 | 42 | −16 |                             |
| 6   | Mount Pearl SC                   | 20  | 1  | 2 | 17 | 5   | 10 | 66 | −56 |                             |

### Play-offs
De play-offs vonden plaats van vrijdag 11 augustus tot en met zondag 13 augustus 2023 in het Topsail Sports Complex in Topsail (Conception Bay South). Deze eindronde bestond uit een systeem van halve finales gevolgd door een troostfinale en finale. In de halve finales nam de nummer 1 het op tegen de nummer 4 en nam de nummer 2 het op tegen de nummer 3.
| Wedstrijd       | Tijdstip              | Ploeg 1       | Uitslag | Ploeg 2         |
| --------------- | --------------------- | ------------- | ------- | --------------- |
| 1e halve finale | vr 11/08/2023 (18u00) | Holy Cross FC | 2–0     | Paradise SC     |
| 2e halve finale | vr 11/08/2023 (20u30) | Feildians AA  | 2–1     | CBS Strikers FC |
|                 |                       |               |         |                 |
| Troostfinale    | za 12/08/2023 (15u00) | Paradise SC   | 0–4     | CBS Strikers FC |
|                 |                       |               |         |                 |
| Finale          | zo 13/08/2023 (15u00) | Holy Cross FC | 0–1     | Feildians AA    |

In de finale namen de nummers 1 en 2 van de reguliere competitie het tegen elkaar op. Ondanks het feit dat Holy Cross FC de reguliere competitie ongeslagen had gewonnen met achttien punten voorsprong, verloren ze seizoensfinale met 0–1. Zo behaalde de Feildians Athletic Association voor de derde maal in de clubgeschiedenis de provinciale eindzege en kwalificeerden ze zich voor de editie 2023 van de nationale Challenge Trophy.